# Wachhaus zum Pferde

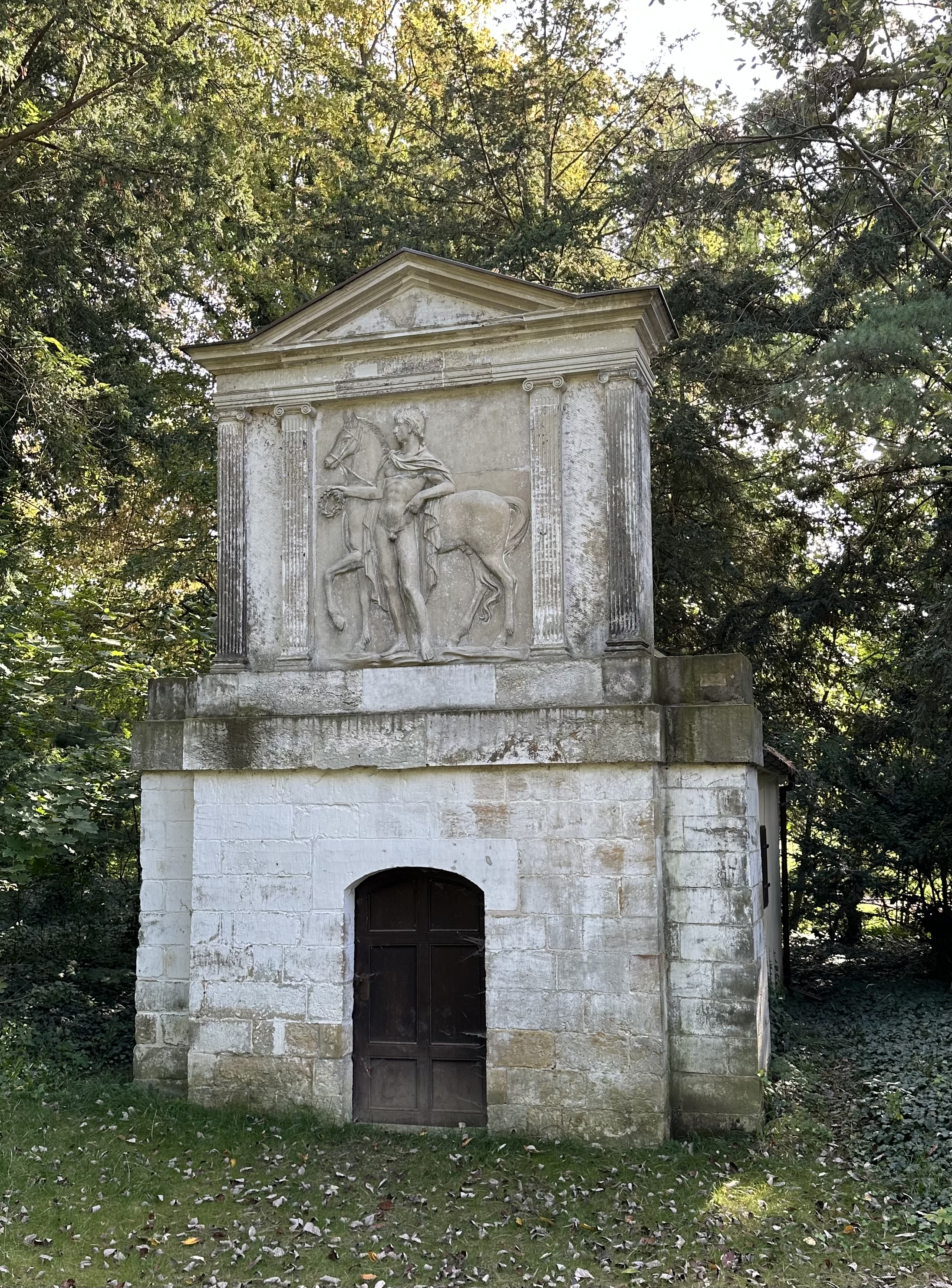
Wachhaus zum Pferde, 2023

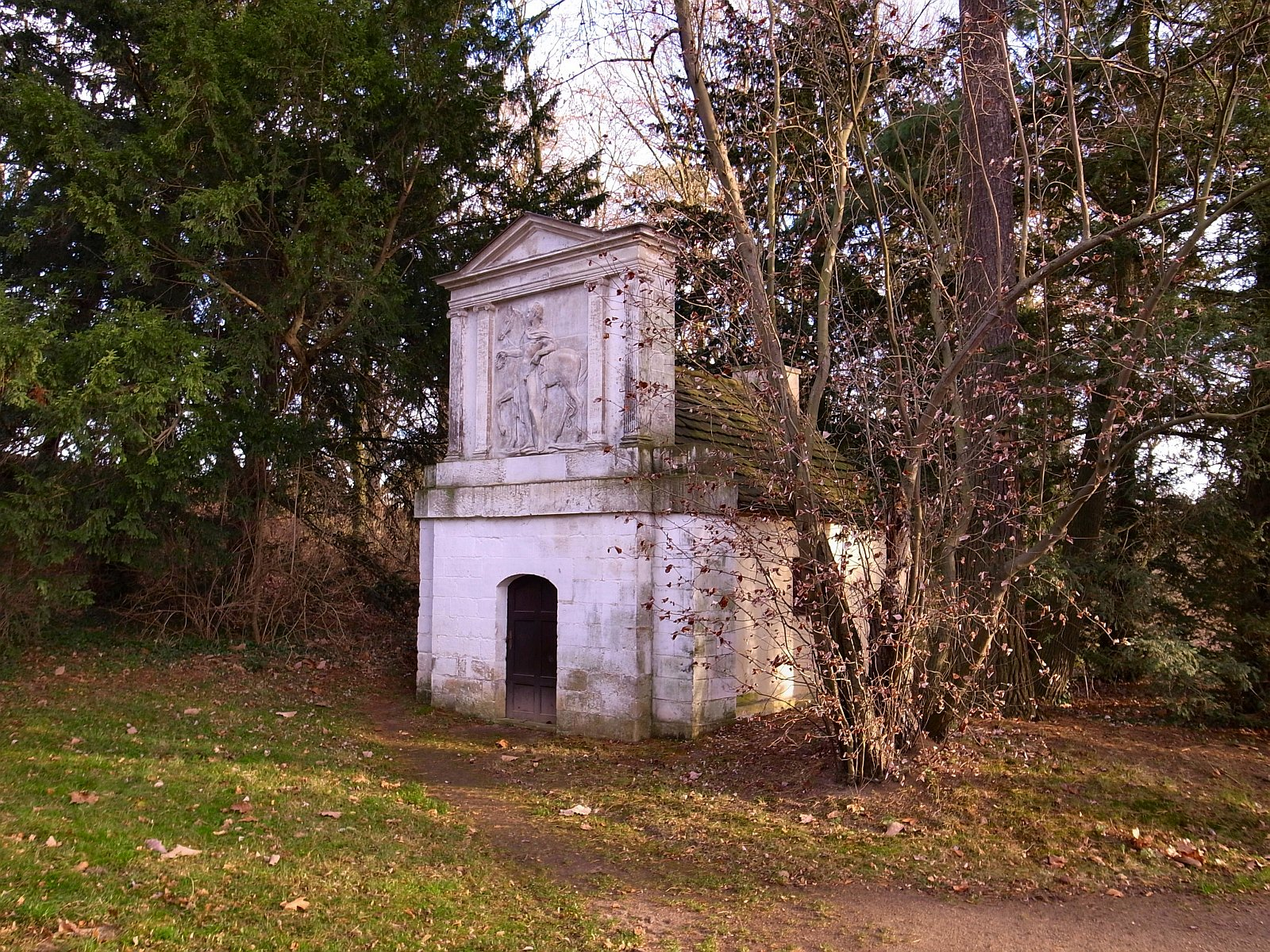
2009

Das Wachhaus zum Pferde, auch Wachhaus mit dem Basrelief, ist ein denkmalgeschütztes Deichwärterhaus im Wörlitzer Park in Oranienbaum-Wörlitz in Sachsen-Anhalt.

## Lage
Das Gebäude befindet sich im nördlichen Teil des Parks in Schochs Garten an der Grenze zum Weidenheger, an einem Knick des Elbdeichs.

## Architektur und Geschichte
Das Wachhaus zum Pferde wurde als eines der Objekte des Wörlitzer Parks bereits im Jahr 1769 erbaut. Es wurde als verputzter Backsteinbau ausgeführt. Die nach Westen ausgerichtete Fassade ist im Stil ionischer Tempel gestaltet, wobei der Sockel aus Sandsteinquadern besteht. An der Fassade befindet sich ein Flachrelief, das einen nackten jungen Mann zeigt, der sich an ein hinter ihm stehendes Pferd lehnt. Geschaffen wurde das Relief von J.C. Ehrlich, der es wohl nach einer Vorlage von Bartolomeo Cavaceppi beruhend auf einer etruskischen Vasenmalerei schuf. Die Fassade wird von einem Dreiecksgiebel bekrönt. Als Vorbild des Hauses gilt das Grabmal der Familie Serena bei Tivoli.
Infolge eines Deichdurchbruchs im Jahr 1770 wurde eine seitlich zur Deichkrone führende Treppe um fünf Stufen erhöht. Dadurch veränderte sich die Sichtbeziehung vom Wachhaus zum Monument. 1948 wurde das Relief als Kopie erstellt.
Im Denkmalverzeichnis des Landes Sachsen-Anhalt ist das Gartenbauwerk unter der Erfassungsnummer 094 40509 004 016 als Teilobjekt des Baudenkmals Wörlitzer Park eingetragen.